# Methanolobus
A Methanolobus a Methanosarcinaceae családba tartozó Archaea nem. Az archeák egysejtű, sejtmag nélküli (prokarióta) szervezetek.

## Fordítás
- Ez a szócikk részben vagy egészben  a   Methanolobus című angol Wikipédia-szócikk fordításán alapul.  Az eredeti cikk szerkesztőit annak laptörténete sorolja fel. Ez a jelzés csupán a megfogalmazás eredetét és a szerzői jogokat jelzi, nem szolgál a cikkben szereplő információk forrásmegjelöléseként.

### Tudományos folyóiratok
- Springer E (1995). „Partial gene sequences for the A subunit of methyl-coenzyme M reductase (mcrI) as a phylogenetic tool for the family Methanosarcinaceae”. Int. J. Syst. Bacteriol. 45 (3), 554–559. o. DOI:10.1099/00207713-45-3-554. PMID 8590683.
- Sowers KR (1984). „Phylogenic relationships among the methylotrophic methane-producing bacteria and emendation of the family Methanosarcinaceae”. Int. J. Syst. Bacteriol. 34 (4), 444–450. o. DOI:10.1099/00207713-34-4-444.
- Konig H (1982). „Isolation and characterization of Methanolobus tindarius, sp. nov., a coccoid methanogen growing only on methanol and methylamines”. Zentralbl. Bakteriol. Parasitenkd. Infektionskr. Hyg. Abt. 1 Orig. C3, 478–490. o.
- Balch WE (1979). „Methanogens: reevaluation of a unique biological group”. Microbiol. Rev. 43 (2), 260–296. o. PMID 390357. PMC 281474.

### Tudományos adatbázisok
- Methanolobus PubMed hivatkozásai
- Methanolobus PubMed Central hivatkozásai
- Methanolobus Google Scholar hivatkozásai